# Niendorf bei Berkenthin
Pour les articles homonymes, voir Niendorf.
Niendorf bei Berkenthin est une commune allemande du Schleswig-Holstein, située dans l'arrondissement du duché de Lauenbourg (Kreis Herzogtum Lauenburg), à dix kilomètres à l'ouest de la ville de Ratzeburg. Niendorf bei Berkenthin est l'une des onze communes de l'Amt Berkenthin dont le siège est à Berkenthin.